# Juan Pablo Torres
Juan Pablo Torres (Lilburn, 26 juli 1999) is een Amerikaans voetballer van Colombiaanse oorsprong die sinds januari 2019 uitkomt voor New York City. Torres is een middenvelder.

## Carrière

### Clubcarrière
Torres genoot zijn jeugdopleiding aan de Georgia United Soccer Alliance. In april 2017 legde hij een positieve test af bij de Belgische eersteklasser KSC Lokeren, waarop hij er in de zomer een contract voor drie seizoenen met optie op een extra seizoen mocht tekenen. Bij de Wase club werd hij een vaste waarde in het beloftenelftal, maar in het eerste elftal kreeg hij maar in twee competitiewedstrijden speelkansen: op 26 augustus 2017 mocht hij tegen KAS Eupen in de slotfase invallen voor Koen Persoons, en op 19 november 2017 mocht hij tegen AA Gent 90 minuten spelen. Na anderhalf jaar keerde Torres dan ook terug naar de Verenigde Staten, waar hij voor New York City ging spelen.

### Interlandcarrière
Hoewel hij Colombiaanse roots heeft, koos Torres voor de jeugdselecties van de Verenigde Staten. Met de U20 van zijn land nam hij in 2018 deel aan het CONCACAF-kampioenschap voetbal onder 20. Torres scoorde vier keer tijdens het toernooi en hielp zijn land zo mee aan de eindzege, goed voor een ticket voor het WK onder 20 in 2019. In de finale tegen Mexico, die de Verenigde Staten met 2-0 won, viel Torres in.

## Clubstatistieken
| Seizoen         | Club            | Land             | Competitie          | Competitie | Competitie | Beker | Beker | Totaal | Totaal |
| Seizoen         | Club            | Land             | Competitie          | Wed.       | Dlp.       | Wed.  | Dlp.  | Wed.   | Dlp.   |
| --------------- | --------------- | ---------------- | ------------------- | ---------- | ---------- | ----- | ----- | ------ | ------ |
| 2017/18         | KSC Lokeren     | België           | Jupiler Pro League  | 2          | 0          | 0     | 0     | 2      | 0      |
| 2018/19         | KSC Lokeren     | België           | Jupiler Pro League  | 0          | 0          | 0     | 0     | 0      | 0      |
| 2018/19         | New York City   | Verenigde Staten | Major League Soccer | 0          | 0          | 0     | 0     | 0      | 0      |
| Carrière totaal | Carrière totaal | Carrière totaal  | Carrière totaal     | 2          | 0          | 0     | 0     | 2      | 0      |

Bijgewerkt op 30 januari 2019.